# NGC 1663
NGC 1663 (بالفرنسية: NGC 1663)‏ الذي يرمز له بالرمز NGC 1663، وOCl 461، هو عنقود مفتوح، في كوكبة الجبار.

## الاكتشاف
اكتشف في 10 فبراير 1784، بواسطة ويليام هيرشل.